# Büro Cellarius
Büro Cellarius var en avdelning av den nazityska militära underrättelsetjänsten (Abwehr) i Helsingfors under fortsättningskriget 1941–1944.
Büro Cellarius, som var uppkallad efter sin chef, Fregattenkapitän Alexander Cellarius, arbetade uppdelad på sektioner för underrättelseverksamhet (I), sabotage (II) och kontraspionage (III). Den förstnämnda leddes av Cellarius själv. Sedan tyskarna i september 1944 tvingats lämna Finland döptes organet om till Sonderkommando Nord. 